# Aphantorhaphopsis verralli
Aphantorhaphopsis verralli är en tvåvingeart som först beskrevs av Wainwright 1928.  Aphantorhaphopsis verralli ingår i släktet Aphantorhaphopsis, och familjen parasitflugor. Arten är reproducerande i Sverige.